# Ancône (Drôme)
Ancône é uma comuna francesa na região administrativa de Auvérnia-Ródano-Alpes, no departamento de Drôme. Estende-se por uma área de 1,59 km². Em 2010 a comuna tinha 1 384 habitantes (densidade: 870,4 hab./km²).